# Paratrechina hystrix
Paratrechina hystrix är en myrart som beskrevs av Trager 1984. Paratrechina hystrix ingår i släktet Paratrechina och familjen myror. Inga underarter finns listade i Catalogue of Life.

## Bildgalleri

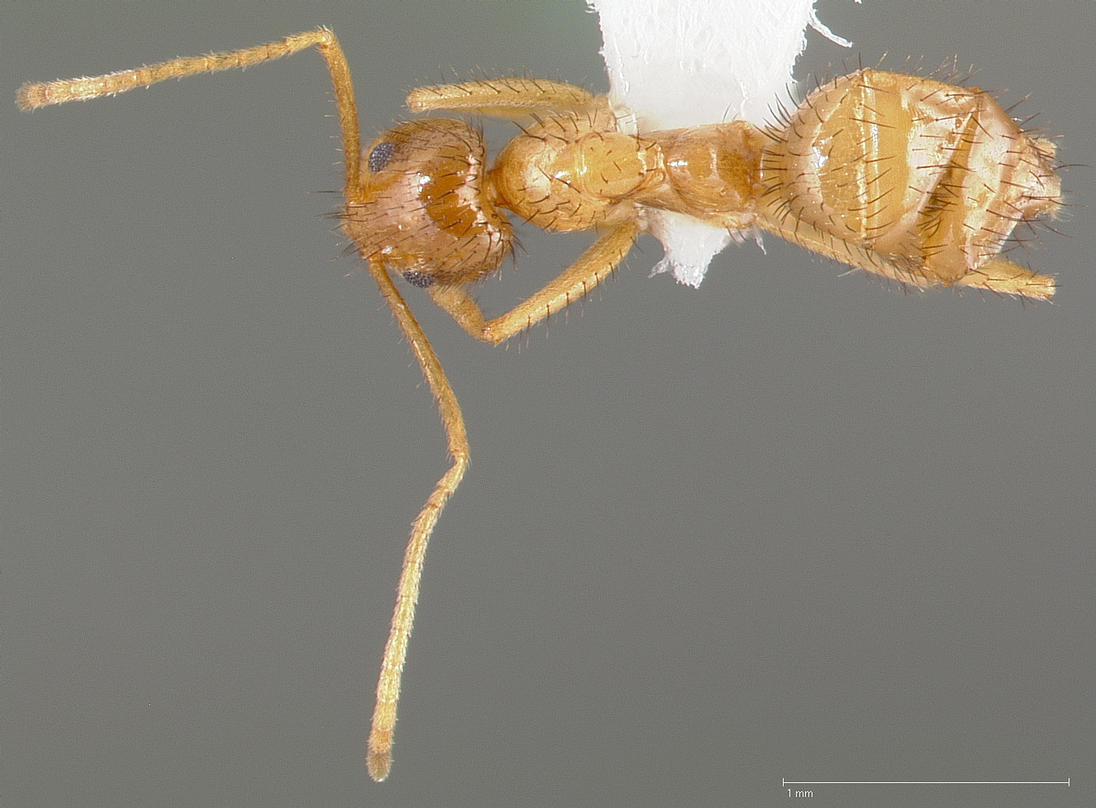
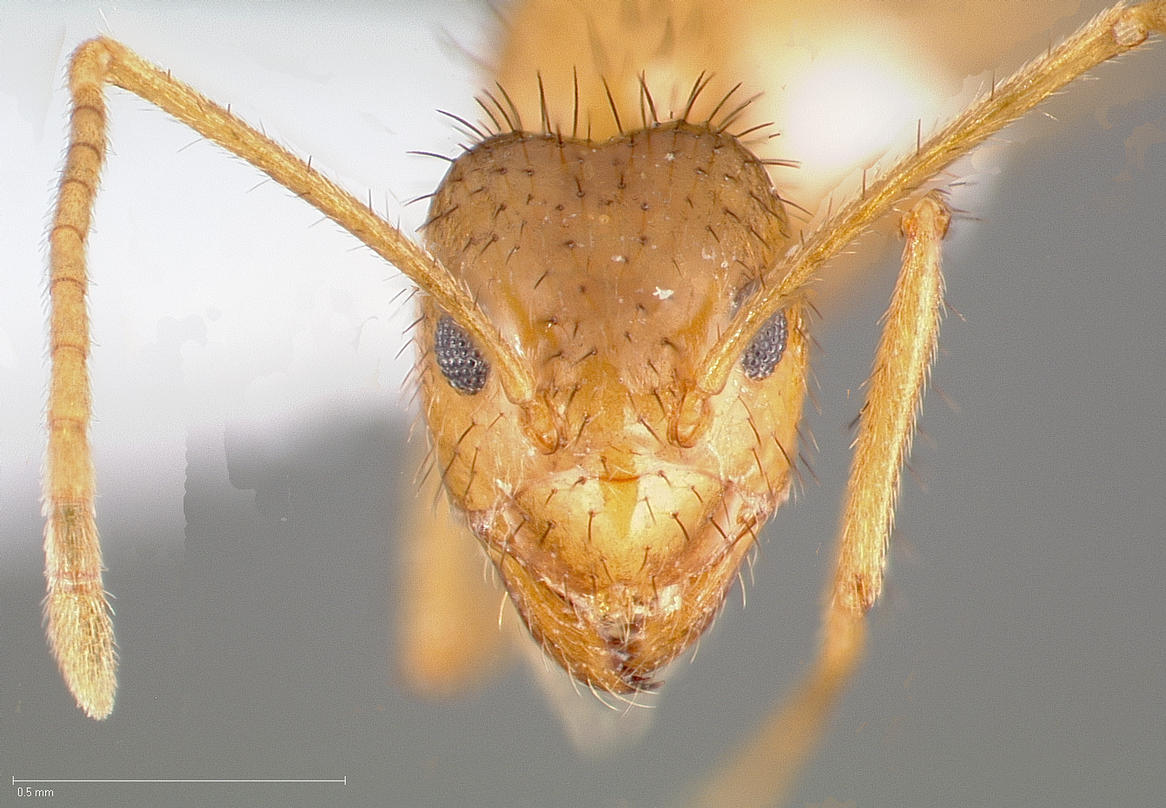
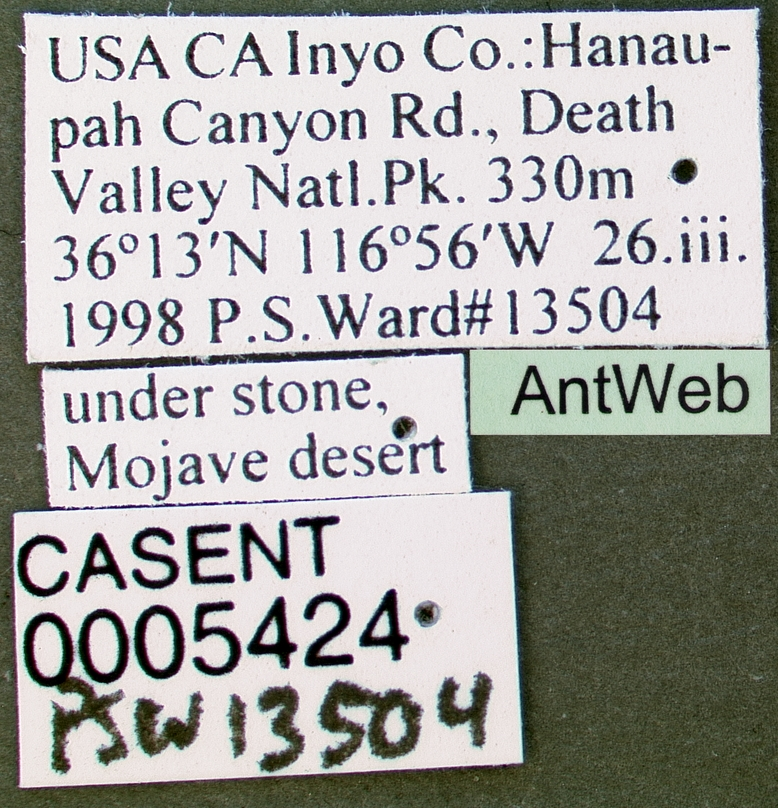
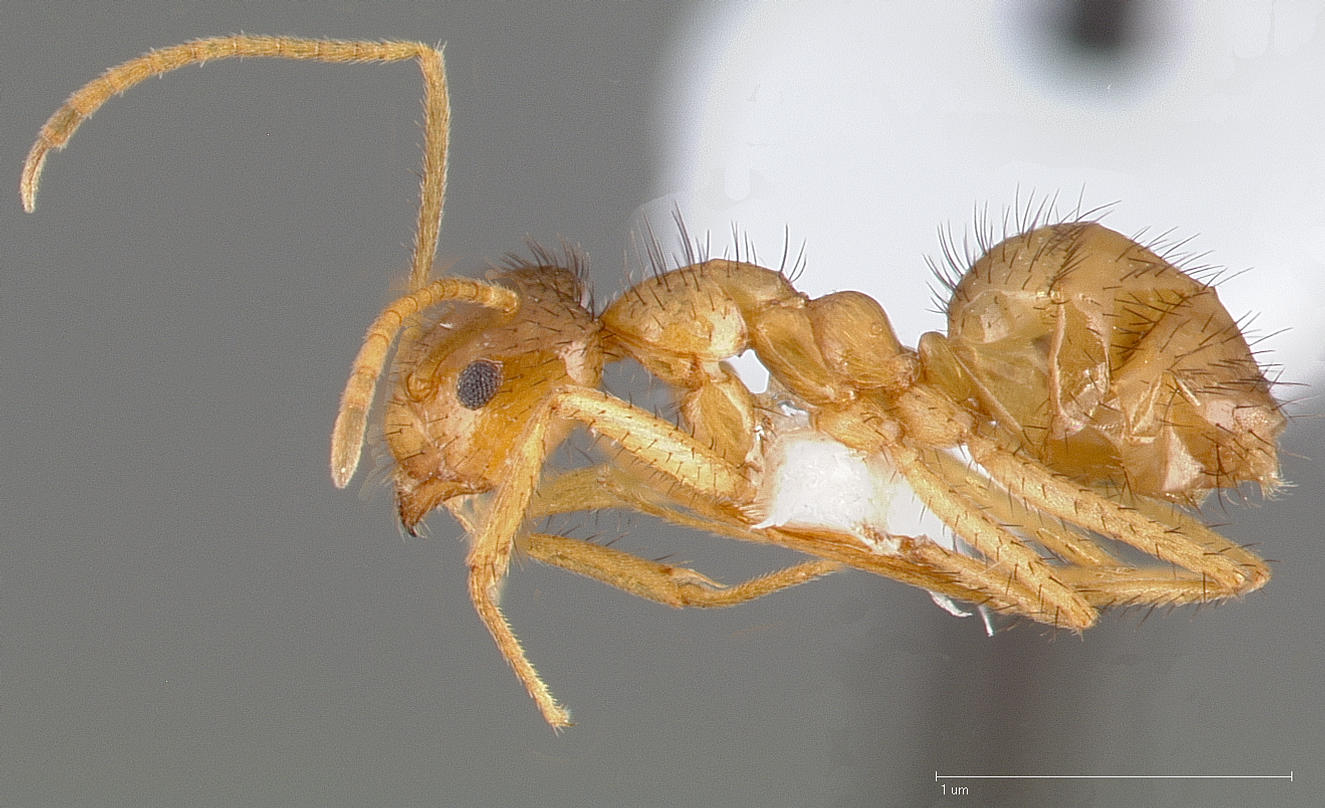
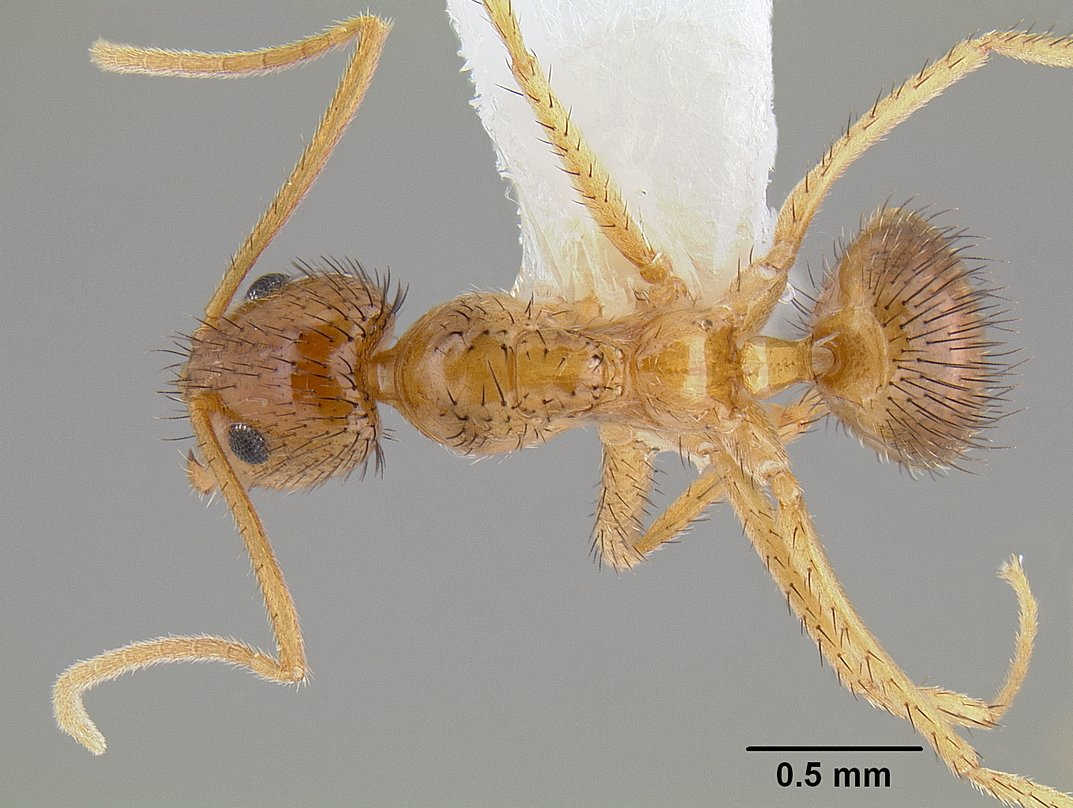
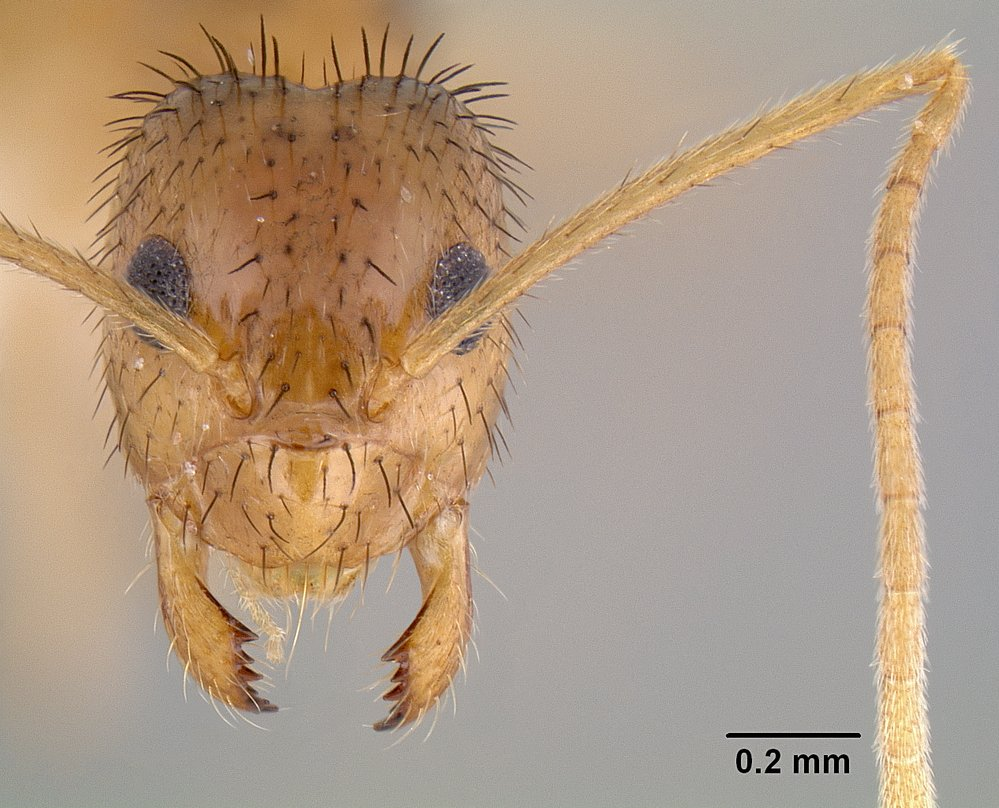